# Vía ferrata de Priego

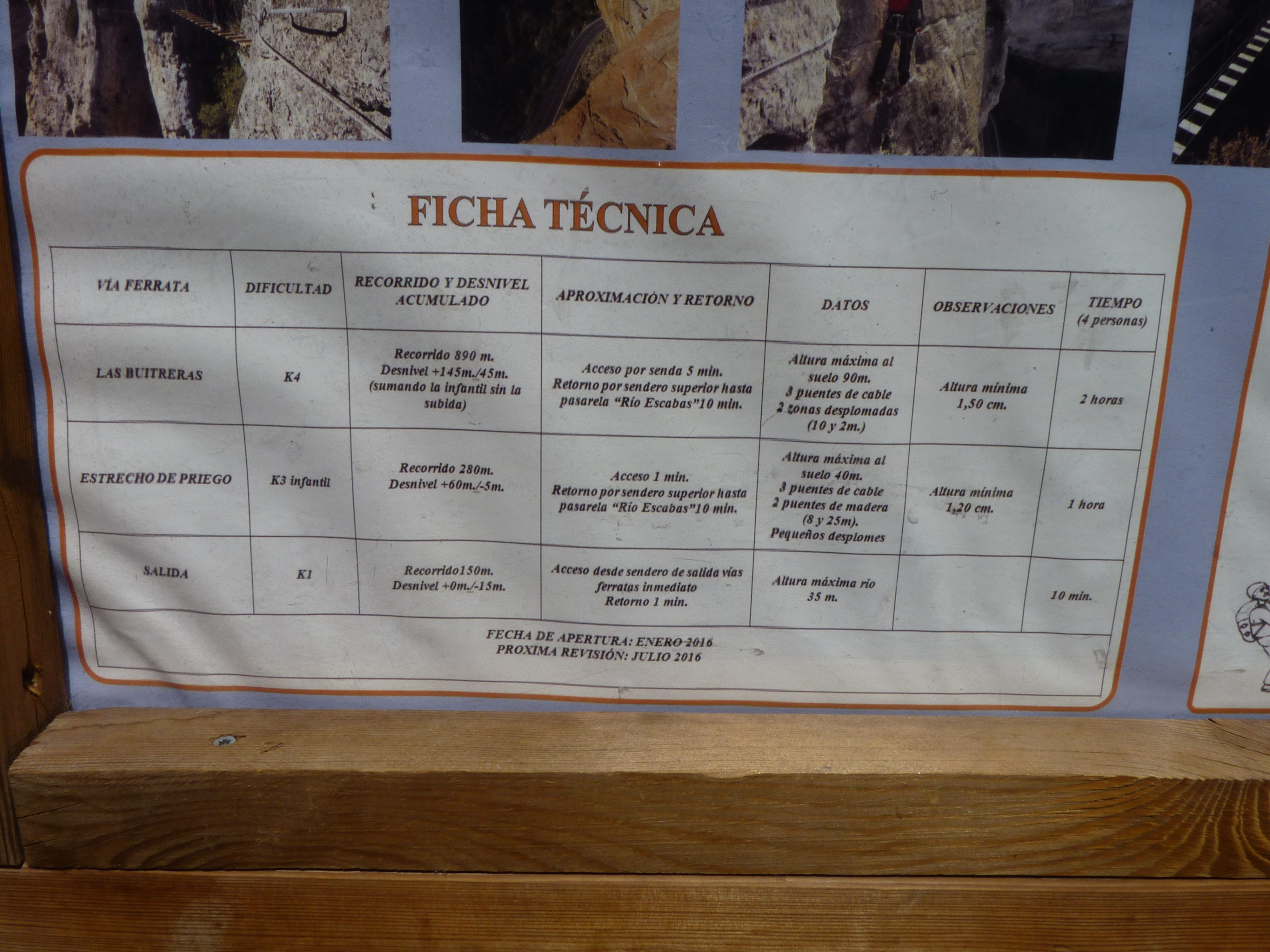
Ficha de vías, longitud y dificultad

La vía ferrata de Priego se encuentra en Cuenca, en la localidad que le da nombre. Se accede a ella desde el puente sobre el Río Escabas que une las localidades de Priego y Cañamares tomando la carretera CM-2023. Terminó de construirse a mediados de 2016 y su construcción fue impulsada por la Diputación Provincial de Cuenca para promocionar el turismo de aventura en la zona. Su coste fue de 46.000 €. 
Cuenta con dos itinerarios, uno apto para familias con niños desde 1,20 cm de altura denominado Estrecho de Priego con un grado de dificultad K3 y otro de dificultad K4 denominado Las Buitreras. En la zona también se pueden encontrar algunas vías de escalada deportiva.

## Acontecimientos
La apertura de la vía ferrata de Priego fue retrasada por nidificación de aves. El Colectivo de Escaladores de Cuenca informó en febrero de 2016 que tanto la vía ferrata como la escuela de escalada de Priego permanecerían cerradas para preservar y asegurar la viabilidad e integridad de las aves.

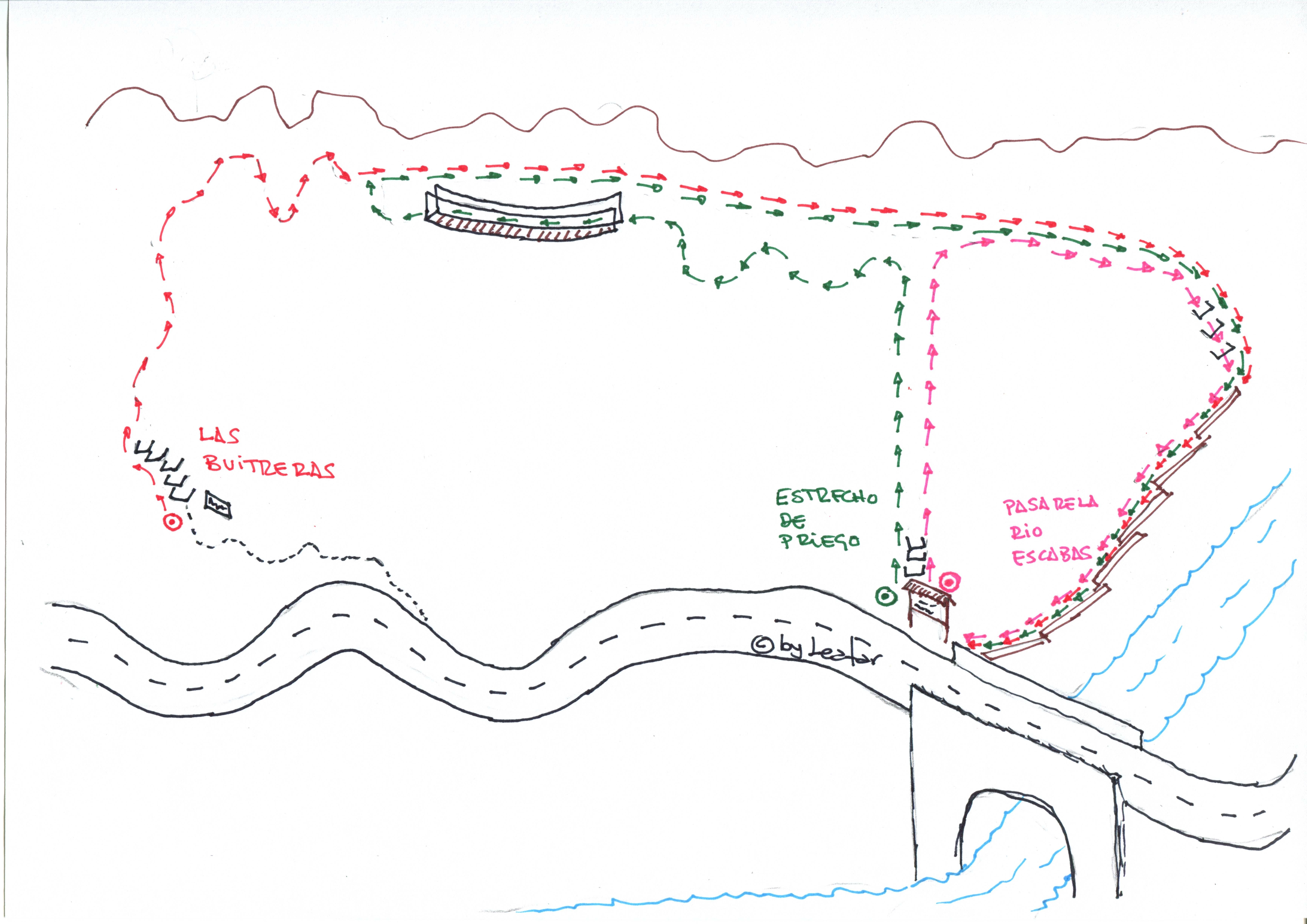
Croquis de las vías y sentido en el que hay que realizarlas

"Lamentablemente al final la perdicera no ha culminado la cría. Creemos que por razones naturales, a pesar de las medidas tomadas. En esta situación, desde este lunes 18 de abril, habilitamos la zona de escalada y la vía ferrata (si es que ya goza de todos los otros permisos, aparte del ambiental, cosa que no tengo clara ahora mismo). Los agentes retirarán los precintos y procederán a habilitar el cartel de regulación. Ruego hagáis la debida difusión de la nueva situación entre el colectivo de escaladores"